# Chrīstos Koliantrīs
Chrīstos Koliantrīs (in greco: Χρήστος Κολιαντρής; 30 marzo 1964) è un ex calciatore cipriota, di ruolo centrocampista.

## Carriera
Tra il 1988 e il 1991 è sceso in campo 10 volte per la nazionale cipriota, mettendo a segno 2 reti.